# Chris Lytle
Chris Scott Lytle (født 18. august 1974) er en pensioneret amerikansk MMA-udøver, bokser og en veteran i Ultimate Fighting Championship (UFC). Lytle medvirkede som weltervægter i The Ultimative Fighter 4: Comeback. Han er nok bedst kendt for at konkurrere i UFC, hvor han opnåede en rekordliste på 10-10. Lytle har også kæmpet i WEC, Pancrase og Cage Rage Championships. Han er tidligere Cage Rage World-weltervægtmester. I Lytles MMA og boksekarriere er han  aldrig blevet slået ud eller submitted, selv om han tabte i en MMA-kamp via TKO på grund af en flænge.

## Mesterskaber og meritter

### MMA-karriere
- Ultimate Fighting Championship
  - Første kæmper, der vandt Fight, Submission og Knockout of the Night bonuspriserne
  - Fight of the Night (6 gange)
  - Knockout of the Night (1 gang)
  - Submission of the Night (3 gange)
  - Ultimate Fighter 4 (Finalist)
- Cage Rage
  - Cage Rage World Welterweight Championship (1 gang)
- Sherdog
  - 2010 All-Violence First Team[1]

### Boksning
- Indiana Boxing Association
  - Indiana Boxing Association Light Heavyweight Title (One time)[2]
  - 2 succesfulde titelforsvar